# 1916年中華民國副總統選舉
1916年中華民國副總統選舉是民国5年（1916年）10月30日在北京举行的副总统补选。当时，因原副总统黎元洪已接任袁世凯去世后留下的大总统之位，故需要补选副总统。

## 選舉背景
1916年6月6日，時任大總統袁世凯病故，副总统黎元洪繼任大总统，廢除《中華民國約法》，恢復《中華民國臨時約法》及第一屆國會。國會重開後，決定於10月補選副總統，研究系提名了原進步黨名譽理事、直系首領馮國璋參選，得到黎元洪及大部分議員背書，商榷系南方選區的議員亦提名了桂系首領陆荣廷參選，以示與北方的直系抗衡。

## 選舉過程
1916年10月31日，记者邵飘萍撰写了专题报道《变革风云——选举副总统之详情》，发表在1916年11月2日上海《申报》上，其内容如下：
|  | 变革风云——选举副总统之详情（1916年10月31日） 昨日（三十日），为举行补选副总统盛典之期，亦国会执行最重要职权之日也。开会时间系上午九时。开会后约十分钟余，始行散票写票，至十一点四十分，宣告开票，始听人参观。计是日出席议员，两院共七百余人。入场后即闻某君云：当民国二年选举正、副总统之时，颇受军人压迫之痛苦，方能应时选出；现在虽然外界之强迫，设第一次不能选出，亦望诸君勿随意退席，免致不足法定人数，今日之会又归无结果也。议长王君家襄云，适间业经大家议定，一次不能选出，二次选举；二次不能选出，再行决选；今日定当选出。开票时，抽定参议院祺诚武等八人，众议员王玉树等八人为检票员。第一次开票结果，在场人数七百四十一，票数七百三十四，票数少于人数，计冯国璋得四百十三票，陆荣廷得一百七十九票；其余岑春煊十九票；唐继尧二十五票；黄兴三十三票；谭人凤、段祺瑞各六票；徐世昌十五票；蔡锷五票；李烈钧三票；梁启超四票；张作霖、张勋各有一票；汤化龙一票；贡桑诺尔布五票；章太炎、蔡元培一票；刘冠三、李灿等一票，此第一次之情形也。 开票宣布既毕。谓此次选票最多亦不及出席人数四分之三，无当选者，应为第二次之选举，遂宣告休息二十分钟。休息后，复行散票，至两点五十分开票，此次投票结果，共计在场人数七百三十四，票数七百三十二，又票数少于人数，不生问题。冯国璋君共得五百二十八票；陆荣廷君共得一百八十票；其次黄兴得六票；蔡锷、岑春煊均二三票不等；其最多数仍不足四分之三。宣告就得票较多之冯、陆二君决选。 议长仍令旁听者退席。各议员投票毕，至四点四十分，宣告开票。此次投票结果，在场人数七百二十六，票数七百二十四，亦票数少于人数，不生疑义。比较票数，冯君国璋得票五百二十；陆荣廷君得票二百零一。冯君得票过半数，当选为副总统。遂散会。时已五时云。 是日之会，秩序极为整齐。且自上午九时至下午六时，仅休息数十分钟，全场到底不懈之心理，至可欽佩。且投票结果，冯当选，陆次多数，无论精神、形式两方面俱极妥洽。而投陆君之票者，始终坚持，尤足见不肯放弃其所信，议会中之好现象也。记者前数日通信，预测此次之结果，若合符节，可谓幸而言中矣。~上海《申报》（1916年11月2日，飘萍署名） |

## 得票情形
根据上述报道，各轮得票情况如下：
第一次选举：出席人数741人，选票734张。
| 候選人 | 候選人     | 派系   | 得票  | 得票   | 當選 |
| ------ | ---------- | ------ | ----- | ------ | ---- |
| 候選人 | 候選人     | 派系   | 票數  | 得票率 | 當選 |
| 副總統 | 冯国璋     | 研究系 | 413   |        |      |
| 副總統 | 陆荣廷     | 商榷系 | 179   |        |      |
| 副總統 | 黄兴       |        | 33    |        |      |
| 副總統 | 唐继尧     |        | 25    |        |      |
| 副總統 | 岑春煊     |        | 19    |        |      |
| 副總統 | 徐世昌     |        | 15    |        |      |
| 副總統 | 谭人凤     |        | 6     |        |      |
| 副總統 | 段祺瑞     |        | 6     |        |      |
| 副總統 | 蔡鍔       |        | 5     |        |      |
| 副總統 | 贡桑诺尔布 |        | 5     |        |      |
| 副總統 | 梁启超     |        | 4     |        |      |
| 副總統 | 李烈钧     |        | 3     |        |      |
| 副總統 | 张作霖     |        | 1     |        |      |
| 副總統 | 张勋       |        | 1     |        |      |
| 副總統 | 章太炎     |        | 1     |        |      |
| 副總統 | 蔡元培     |        | 1     |        |      |
| 副總統 | 刘冠三     |        | 1     |        |      |
| 副總統 | 李灿       |        | 1     |        |      |
| 副總統 | 其他人     |        | 每人1 |        |      |

第二次选举：出席人数734人，选票732张。
| 候選人 | 候選人 | 派系   | 得票 | 得票   | 當選 |
| ------ | ------ | ------ | ---- | ------ | ---- |
| 候選人 | 候選人 | 派系   | 票數 | 得票率 | 當選 |
| 副總統 | 冯国璋 | 研究系 | 528  |        |      |
| 副總統 | 陆荣廷 | 商榷系 | 180  |        |      |
| 副總統 | 黄兴   |        | 6    |        |      |
| 副總統 | 蔡锷   |        | 2-3  |        |      |
| 副總統 | 岑春煊 |        | 2-3  |        |      |

决选：出席人数726人，选票724张。
| 候選人 | 候選人 | 派系   | 得票 | 得票   | 當選 |
| ------ | ------ | ------ | ---- | ------ | ---- |
| 候選人 | 候選人 | 派系   | 票數 | 得票率 | 當選 |
| 副總統 | 冯国璋 | 研究系 | 520  |        | 當選 |
| 副總統 | 陆荣廷 | 商榷系 | 201  |        |      |